# Romain (exarque)
Pour les articles homonymes, voir Romain.
Romain (mort en 596 ou 597) est exarque de Ravenne de 589 à sa mort, sous le règne de Maurice (empereur byzantin). 

## Biographie
Sa carrière militaire commence par une victoire contre les Sassanides en 589. Ce succès entraîne une crise parmi les Perses puisque le général vaincu, Bahram, se révolte et renverse Hormizd IV.
La même année, il est envoyé pour remplacer Smaragde en Italie, alors confrontée à la progression des Lombards. Il remporte plusieurs succès avec les prises de Modène, Parme, Piacenza, Altinum et Mantoue. 
En 592, le pape Grégoire Ier le Grand l'appelle à l'aide pour soutenir Naples, alors attaquée. Toutefois, Romanus refuse de quitter le centre de la péninsule et le pape doit conclure la paix avec le duché de Spolète. De plus en plus, les intérêts de l'Empire et ceux de la papauté s'écartent face à la pression des Lombards. Peu après, ceux-ci attaquent Pérouse et Romanus doit envoyer une force reprendre l'Ombrie. Le roi lombard, Agilulf, réagit par une attaque au cœur de la péninsule qui menace Rome. A nouveau, Grégoire se plaint de l'attitude de Romain et de son absence de soutien. Il tente même de convaincre l'empereur de le démettre de son poste, sans résultat. En effet, Maurice souhaite avant tout conserver la région de Ravenne, proche de la péninsule balkanique, elle-même exposée aux Avars et aux Slaves. 
Romain meurt en 597 ou 598 et est remplacé par Callinique. 